# Dirk Fengler
Dirk Fengler (* 3. März 1970 in Stuttgart) ist ein deutscher Fußballtrainer und ehemaliger Fußballspieler. Von November 2015 bis Mai 2016 trainierte er den SV Morbach in der Rheinlandliga.

## Karriere
Nach den Jugendstationen SKG Erbstetten, VfB Stuttgart und TSG Backnang wechselte Fengler 1988 mit 18 Jahren zum Bundesligisten Stuttgarter Kickers, bei dem er seinen ersten Profivertrag unterschrieb. Er kam in sieben Spielen der ersten Liga zum Einsatz. Nach dem Abstieg der Kickers blieb er zwei weitere Jahre in Stuttgart, wo er sich zum Stammspieler entwickelte und 55 weitere Spiele absolvierte, in denen er ein Tor erzielte. 1991 wechselte Fengler zurück in die Bundesliga zum 1. FC Nürnberg. Auch hier wurde er Stammspieler und kam in zwei Jahren in der in 43 Bundesligaspielen für die Franken zum Einsatz.
Zur Saison 1993/94 wechselte Fengler zum Zweitligisten 1. FC Saarbrücken, anschließend war er bei Eintracht Trier und dem SC Verl, ehe er zurück nach Trier ging. Zur Saison 2000/01 ging Fengler zum damaligen drittklassigen Karlsruher SC, mit dem er in die 2. Bundesliga aufstieg. Dennoch verließ er Karlsruhe und schloss sich dem in die Regionalliga aufgestiegenen 1. FC Magdeburg an. Aufgrund einer schweren Verletzung absolvierte er in Magdeburg nur acht Saisonspiele. Nach der Insolvenz des Vereins im Jahre 2002 und dem damit verbundenen Zwangsabstieg wechselte Fengler zu Borussia Neunkirchen, bei der er 2004 seine Karriere als Leistungssportler beendete.
In den folgenden Jahren war Fengler als Spielertrainer beim unterklassigen Verein SV Polizei Trier tätig. Er machte seine Trainer B- und A-Lizenz und übernahm 2007 seine erste Aufgabe als Chefcoach beim FSV Trier-Tarforst. Mit dem Klub stieg er von der Kreis- über die Bezirks- bis in die Rheinlandliga auf. Im August 2011 trat er überraschend zurück und wurde im November 2011 Trainer seines Jugendvereins TSG Backnang. Ende Juni 2012 verließ er den Verein.
Zur Saison 2012/13 übernahm er den Trainerposten beim luxemburgischen Drittligisten FC Koeppchen Wormeldingen. Dort war er bis 30. Juni 2014 tätig.
Ab 29. Oktober 2014 war Fengler für die Rheinlandligamannschaft der TuS Mosella Schweich verantwortlich. Am 22. Oktober 2015 trat er nach sechs Niederlagen in Folge zurück. Seit Anfang November 2015 trainiert er den SV Morbach, ebenfalls ein Verein in der Rheinlandliga. Nach der Saison beendete er wegen gesundheitlicher Probleme (neues Hüftgelenk) seine Arbeit im Hunsrück.